# スロウライダー
「スロウライダー」（Slowrider）は、1999年8月18日に発売されたサニーデイ・サービス通算11作目のシングル。

## 解説
「スロウライダー」は1999年10月発売のアルバム『MUGEN』からの先行シングルでアルバム収録のものと同内容だが、エンディングが10秒ほど短い。後にベスト・アルバム『Best Sky』に収録されたほか、2013年リリースの2枚組ベスト・アルバム『サニーデイ・サービス BEST 1995-2000』には、エンディングがフェード・アウトせず、終止まで行くミックスで収録された。
歌詞に“旅”がモチーフで登場することについて曽我部恵一は「別にテーマにしてるわけじゃないんだけどね。そうしようと考えてるわけじゃない。自分らがどこに向かってんだろうなってことも考えない。仮定したこともないよ。『ここまで来たんだな』なんてことも思わない。それは全然思わないな。<スロウライダー>にしてもさ、“ゆっくり急げ”とか“急がばまわれ”とか、そういう感じだよね。なんかこう、坂道を歩くように。相対的に物事を見てそんな風に思ってるわけじゃなくて、その逆。周りもがんばってるから俺らもがんばろうとかさ、そういうところにはまると、ちょっとまずいなとは思うよね」「いろいろね、普通に『難しいもんだな』って感じるし、『わからないな』って思うよ。だから“ゆっくり急げ”とかも、最近そういう風に考えるようになったんだよね。“逡巡”がポイントなんだよね、結局すべて。バンドも“逡巡”があるかどうかがポイントで、それが面白い。だから、『我が道を行く』って感じではないのよ。それはもう、全然ない。我が道を行きたいけど行けないっていうのがホントなんじゃない? 行けない中でいかに自分を保つかっていうかさ、自分を変化させていったり、周りを変化させていったりして、自分であり続けるみたいなことを続けるかどうか、なのかな?」「昔はね、『我が道を行く』って思ってたんですよ。思わなくなったのは、成長したからじゃない? 今もこれからも結論を出さずに行こうとは思ってる。それが自分なりのやり方だっていうか。ただね、サニーデイの音楽は、『人生そういうもんだよ』っていう歌じゃないよ。結論を出す音楽じゃないんですよ。誰かの心に委ねる部分を残しておかないと意味がない。答えを提示するんじゃなくて、過程を楽しむというか。結論はね、変わっていく方が面白いと思う。人によっても時代によっても。今はその方がアグレッシブ…かも知れない」と、インタビューで語っていた。
「土曜日と日曜日」はオリジナル・アルバム未収録曲。後にベスト・アルバム『Best Flower -B side collection-』に収録された。CDシングルではモノラル・ミックスだが、アナログ12インチにはステレオ・ミックスで収録されている。
「スロウライダー REMIX」は杉浦英治によるタイトル・トラックのリミックス。ロング・ヴァージョンがアナログ12インチに、そのエディット・ヴァージョンがCDシングルに、エディット・ヴァージョンのインストがアナログ12インチにそれぞれ収録されたが、いずれもこのシングルのみの収録。
「土曜日と日曜日」「スロウライダー REMIX (edit version)」両曲とも、後にミディ在籍時の楽曲を網羅した完全生産限定コンプリート・ボックス・セット『“MIDI” COMPLETE BOX』の『アルバム未収録曲集 II』にも収録された。

## パッケージ、アートワーク
CDは初回限定デジパック仕様、アナログ12インチはクリア・ヴィニール盤。また、ジャケット表面はCDシングルがグリーン、アナログ12インチはオレンジが背景に使われ、裏面にはCDではスノードーム、アナログ12インチは大仏のミニチュアがレイアウトされた。アート・ディレクションを手がけた小田島等は「ノリノリでやらせていただいて、本当に楽しかったです。曽我部くんていうのは本当に面白くて一緒にいて勉強になりました。作品で気に入っているのはやっぱりオールタイムで<スロウライダー>。この時期の頂点。セコハン・ポップっていうのを考えていて。セコハンって、中古＝セコンドハンズね。中古ポップ。中古製品への愛情はありますね。新しいのに懐かしいっていうか、そういうものに永遠の構造を見出すというか。最先端はよしなにして古い時代に属したいよね」と振り返っている。

## ミュージック・ビデオ
「スロウライダー」には、スノードームをイメージしたスタジオでの演奏シーンによるプロモーション・ヴィデオが制作され、後にコンプリート映像集『Teenage Flashback 1995-2000』に収録された。

## 収録曲

### CD: MDCS-1026
1. スロウライダー 4:35
NHK-FM「ミュージック・スクエア」8・9月度オープニング・テーマ
2. 土曜日と日曜日 3:45
3. スロウライダー REMIX (edit version) 5:32
EIJI SUGIURA INDISKO MIX

### 12inch: CXLP-1018

#### SIDE A
1. スロウライダー 4:44
2. 土曜日と日曜日 (STEREO MIX) 3:45

#### SIDE B
1. スロウライダー REMIX 7:12
EIJI SUGIURA INDISKO MIX (long version)
2. スロウライダー REMIX 5:30
EIJI SUGIURA INDISKO MIX (inst.)

## クレジット
| Written by Keiichi Sokabe                                                              |
| Arranged & Performed by Sunny Day Service                                              |
|                                                                                        |
| Keiichi Sokabe – Vocal & Guitar                                                        |
| Takashi Tanaka – Bass & Chorus                                                         |
| Harushige Maruyama – Drums & Chorus                                                    |
|                                                                                        |
| Isao Takano – Keyboads & Chorus                                                        |
| Takehiro Kousaka – Trumpet on “スロウライダー REMIX”                                   |
| Toshihisa Takeda – Tenor Saxophone on “スロウライダー REMIX”                           |
| Mayue Arai – Chorus on “スロウライダー REMIX (edit version)”                           |
| Hitoshi Odajima – Chorus on “スロウライダー”                                           |
|                                                                                        |
| スロウライダー, 土曜日と日曜日                                                         |
| Produced by Sunny Day Service                                                          |
| Recorded at Sound Alive（スロウライダー）& BS&T St.（土曜日と日曜日）                  |
| Engineered by Hiroyuki Yoshimitsu（スロウライダー）& Takashi Okiyama（土曜日と日曜日） |
| Assitant Engineer : Yuko Ito                                                           |
| スロウライダー REMIX                                                                   |
| Produced & Remixed by Eiji Sugiura                                                     |
| Recorded at Taihei Studio                                                              |
| Engineered by Masahiro Kubota                                                          |
|                                                                                        |
| A&R : Haruhiko Orimo                                                                   |
| Recording Contractor : Hiromi Nakada                                                   |
| Photography : Masafumi Sakamoto                                                        |
| Designed by Hitoshi Odajima at Floppy Disco                                            |
| Assisted by Sakiko Matsushita                                                          |
|                                                                                        |
| Executive Producer : Hiroshi Okura                                                     |

## リリース日一覧
| 地域 | リリース日    | レーベル | 規格      | カタログ番号 | 備考                                     |
| ---- | ------------- | -------- | --------- | ------------ | ---------------------------------------- |
| 日本 | 1999年8月18日 | MIDI     | CD        | MDCS-1026    | 初回限定デジパック仕様                   |
| 日本 | 1999年8月18日 | MIDI     | 12inch EP | CXLP-1018    | 完全生産限定盤、クリア・ヴァイナル仕様。 |